# Ноній Марцелл
Ноній Марцелл (1-а пол IV ст. н.е.) — відомий давньоримський граматик.

## Життєпис
Народився у м.Тубурсіку (Нумідія). Вів життя мандрівного вчителя та філософа. Втім достеменно не відомо, де він бував й коли помер.

## Творчість
Основним твором Нонія Марцелла є De compendiosa doctrina в 20 книгах, щось на кшталт словника або енциклопедії з латинської граматики та літератури. починаючи від Тіта Макція Плавта й закінчуючи Апулеєм. Це був однією найповніших збірок з літератури свого часу. Використовувалася наступниками, а також у Середні віки.
Праця Нонія є однією з найбільших збірок з літератури часів Римської республіки. Тут присутні праці Луція Акція, сатури Гая Луцилія. історія Луція Сізенни. Також тут надаються старовинні слова, їх визначення, тлумачення. Водночас ця праця є словником з латини. Цього присвячені перші 12 книг.
Ще однією працею Нонія Марцелла є Зневага вивчення (або дослідження). Втім жодного строки з неї не збереглося дотепер.